# Montserrat (toneelstuk)
Montserrat is een toneelstuk uit 1948 geschreven door de Franse auteur Emmanuel Roblès en beschrijft een episode uit de Venezolaanse onafhankelijkheidsstrijd. De eerste opvoering vond op 23 april 1948 simultaan plaats te Parijs en Algiers, de hoofdstad van de toenmalige Franse kolonie Algerije.
Het stuk is in meer dan twintig talen vertaald, en wordt ook heden ten dage nog vaak opgevoerd.

## Personages
- Montserrat (1784-1812), Montserrat is het hoofdpersonage van het stuk, hij is een Spaanse officier van 28 jaar.
- Izquierdo (geboren in 1772), Izquierdo is de luitenant generaal van het Spaanse leger. Hij is 40 jaar.
- Pater Coronil (geboren  in 1762), Pater Coronil is een kapucijner monnik van 50 jaar.
- Zuazola, Spaanse officier.
- Moralès, Spaanse officier.
- Antonanzas, Spaanse officier.
- La mère (1782-1812), de moeder (van twee kinderen).
- Eléna (1794-1812), de adolescent.
- Juan Salcedo (1772-1812), de acteur.
- Salas Ina (1777-1812), de rijke koophandelaar.
- Arnal Luhan (1762-1812), de pottenbakker.
- Ricardo (1792-1812)